# Гажич, Мария
Мария Гажич (бел. Марыя Гажыч, 20 марта 1860, Вишера, Курская губерния — 13 сентября 1935, Гродно) — белорусский живописец, реставратор, педагог, общественный деятель.

## Биография
Мария родилась в семье Тадеуша Хшановского, высокопоставленного чиновника, работавшего на строительстве железных дорог и мостов в Курской губернии. Мать Марии, Эльжбета Нобель, происходила из шведской аристократии. В семье было четверо детей, и семья жила богато. Зимние месяцы проводились в основном в Варшаве, летом путешествовали по Европе. Они часто посещали имение Сегеневщину под Волковыском, принадлежавшее их отцу, любившему охотиться в Свислочском лесу.

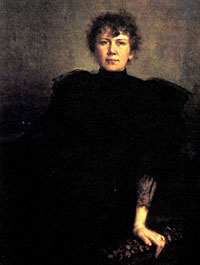
Автопортрет, 1896 год.

Дети Хшановских получали начальное образование дома, где особое внимание уделялось изучению языков, для чего были приглашены учителя из Франции и Англии. Художественное образование Мария получила в Варшаве в 1874–1878 годах в рисовальном классе Войцеха Герсона, выпускника Петербургской Академии художеств. Там Мария познакомилась и подружилась с Анной Билинской, которая происходила из бедной семьи врачей из Киевщины, будущей известной польской художницей, ярким представителем реалистического направления в живописи.
В 1886 году Мария продолжила учёбу в Академии Жюлиана в Париже, где её учителями были Тони Робер-Флёри, Вильям Бугро и Жюль Лефевр. Уже в декабре 1886 года она получила награду на школьном конкурсе. Именно с финансовой помощью Марии позже получила образование в Академии Жюлиана в Париже и Анна Билинская.
В 1878 году Мария дебютировала на выставке Общества поощрения художеств («Захэнце») в Варшаве. В том же году она вышла замуж за Константина (Клементия-Владимира) Гажича (1848-1900), имевшего родовое имение Тополяны близ Сегеневщины. После свадьбы переехала в Тополяны.
В 1879 году она участвовала в создании альбома произведений польских художников, созданного в подарок Юзефу Крашевскому, известному польскому писателю и общественному деятелю, приехавшему из района Пружан.
После смерти мужа в 1901 году вступила в Объединение Сестер Пресвятой Семьи из Назарета (назаретанок) под именем Павла. В 1908-1919 годах старшая сестра в Гродненском монастыре назаретанок. Занималась живописью, вела активную общественную и педагогическую деятельность.
Похоронена на Фарном кладбище рядом с часовней.

## Галерея работ, выполненных для Гродненского костёла

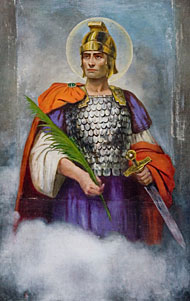
«Святой Климент» — покровитель Гродно, написан для алтаря гродненского костёла
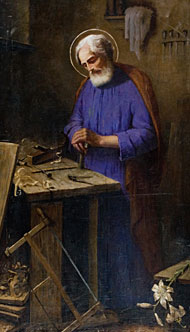
«Святой Иосиф-плотник»
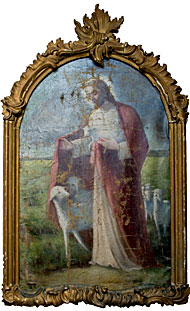
«Иисус - Добрый Пастырь»
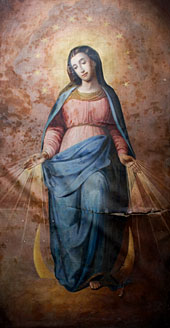
«Богоматерь Непорочная»
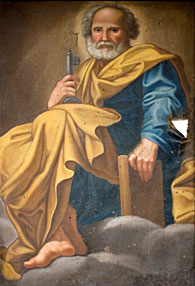
«Святой Апостол Пётр»